# 环境绩效指数
环境保护绩效指数（Environmental Performance Index, EPI）是对国家政策中环保绩效的量化度量。该指标源自环保绩效实验指标，后者于2002年第一次出版，设计辅助联合国千年发展目标中的环境目标。
指数替代了之前的环境可持续指数（Environmental Sustainability Index），后者在1999年到2005年出版。两项指数都由耶鲁大学（耶鲁环境法规和政策中心）和哥伦比亚大学（国际地球科学信息网络中心）提出，并与世界經濟論壇、欧洲联盟委员会联合研究中心合作。环境可持续指数用以评估其他国家环境可持续发展的相关问题。由于与该指数研发团队产生分歧，环境保护绩效指数使用了结果为导向的指标，方便政策制定、环境科学、倡导团体和公众参考。
2012年1月，4份绩效指数报告出炉：2006年环保绩效实验指数，与2008、2010和2012年环保绩效指数。就2012年报告来说，新“趋势实验指数”被用于评估在国家过去数十年间对环境改善的努力，研究哪些国家在进步，哪些在退步。
2014的排名中，前5为国家为瑞士、卢森堡、澳大利亚、新加坡和捷克。垫底的5国为阿富汗、莱索托、海地、马里和索马里。英国位列第12位、日本第26位、美国第33位、巴西第77位、中国第118位、印度第155位。2012年趋势实验指数前5位是爱沙尼亚、科威特、萨尔瓦多、纳米比亚和民主刚果。

## 2010变量
| 目标     | 环境卫生                     |                  |                        |
| 政策分类 | 环境疾病负担                 | 水（对人类影响） | 空气污染（对人类影响） |
| 指标     | 1.环境疾病负担               | 2.充分卫生条件   | 4.室内环境污染         |
|          |                              | 3.饮用水         | 5.城市颗粒物           |
|          |                              |                  | 6.当地臭氧层           |
| 目标     | 生态活力                     |                  |                        |
| 政策分类 | 空气污染（对生态系统的影响） | 水               | 生物多样性和栖息地     |
| 指标     | 7.地方臭氧                   | 9.水质量指数     | 11.风险保护指数        |
|          | 8.二氧化硫排放               | 10.水源压力      | 12.保护效率            |
|          |                              |                  | 13.关键栖息地保护      |
|          |                              |                  | 14.水源保护地          |
| 政策分类 | 自然资源生产力               | 自然资源生产力   | 自然资源生产力         |
| 政策细分 | 森林                         | 渔业             | 农业                   |
| 指标     | 15.增长                      | 16.水营养指数    | 18.灌溉压力            |
|          |                              | 17.拖网作业强度  | 19.农业补贴            |
|          |                              |                  | 20.深耕                |
|          |                              |                  | 21.焚烧                |
|          |                              |                  | 22.杀虫剂管制          |
| 政策分类 | 气候变化                     |                  |                        |
| 指标     | 23.人均排放量                |                  |                        |
|          | 24.发电量平均排放            |                  |                        |
|          | 25.工业碳强度                |                  |                        |

## 得分

### 2018
前30名和分数
1. 瑞士 87.42
2. 法國 83.95
3. 丹麦 81.60
4. 馬爾他 80.90
5. 瑞典 80.51
6. 英国 79.89
7. 盧森堡 79.12
8. 奥地利 78.97
9. 爱尔兰 78.77
10. 芬兰 78.64
11. 冰島 78.57
12. 西班牙 78.39
13. 德国 78.37
14. 挪威 77.49
15. 比利时 77.38
16. 義大利 76.96
17. 新西兰 75.96
18. 荷蘭 75.46
19. 爱尔兰 75.01
20. 日本 74.69
21. 74.12
22. 希腊 73.60
23. 臺灣 72.84
24. 古巴 72.60
25. 加拿大 72.18
26. 波蘭 71.91
27. 美国 71.19
28. 斯洛伐克 70.60
29. 立陶宛 69.33
30. 保加利亚 67.85

### 2014
2014年1月25日，耶鲁大学在世界经济论坛上发布了《2014年环境绩效指数》，为178个国家打分。
前30名和分数
1. 瑞士 87.67
2. 盧森堡 83.29
3. 82.4
4. 新加坡 81.78
5. 捷克 81.47
6. 德国 80.47
7. 西班牙 79.79
8. 奥地利 78.32
9. 瑞典 78.09
10. 挪威 78.04
11. 荷蘭 77.75
12. 英国 77.35
13. 丹麦 76.92
14. 冰島 76.5
15. 斯洛維尼亞 76.43
16. 新西兰 76.41
17. 葡萄牙 75.8
18. 芬兰 75.72
19. 愛爾蘭 74.67
20. 爱沙尼亚 74.66
21. 斯洛伐克 74.45
22. 義大利 74.36
23. 希腊 73.28
24. 加拿大 73.14
25. 阿联酋 72.91
26. 日本 72.35
27. 法國 71.05
28. 匈牙利 70.28
29. 智利 69.93
30. 波蘭 69.53

### 2012
2012年1月5日，耶鲁大学和哥伦比亚大学在世界经济论坛上发布了《2012年环境绩效指数》，为132个国家打分。
前30名和分数
1. 瑞士 76.69
2. 拉脫維亞 70.37
3. 挪威 69.92
4. 盧森堡 69.2
5. 69.03
6. 法國 69
7. 奥地利 68.92
8. 義大利 68.9
9. 英国 68.82
10. 瑞典 68.82
11. 德国 66.91
12. 斯洛伐克 66.62
13. 冰島 66.28
14. 新西兰 66.05
15. 阿尔巴尼亚 65.85
16. 荷蘭 65.65
17. 立陶宛 65.5
18. 捷克 64.79
19. 芬兰 64.44
20. 64.16
21. 丹麦 63.61
22. 波蘭 63.47
23. 日本 63.36
24. 比利时 63.02
25. 马来西亚 62.51
26. 62.49
27. 哥伦比亚 62.33
28. 斯洛維尼亞 62.25
29. 中華民國（臺灣） 62.23
30. 巴西 60.9

| EPI趋势前10名 EPI排名在括号内。 1. 拉脫維亞（2） 2. （111） 3. 羅馬尼亞（88） 4. 阿尔巴尼亚（15） 5. 埃及（60） 6. 安哥拉（90） 7. 斯洛伐克（12） 8. 愛爾蘭（36） 9. 比利时（24） 10. 泰國（34） | EPI趋势倒数10名 EPI排名在括号内。 1. （131） 2. 南非（128） 3. 伊拉克（132） 4. （129） 5. （101） 6. 爱沙尼亚（54） 7. （124） 8. 沙烏地阿拉伯（82） 9. 科威特（126） 10. 俄羅斯（106） |

### 2010
2010年1月28日，耶鲁大学和哥伦比亚大学在世界经济论坛上发布了《2010年经济绩效指数》，为163个国家打分。2010年第一名是冰岛，冰岛在环境公共健康上打了高分，几乎所有能源来自可再生资源（水力资源和地热），对温室气体排放的控制。美国从2008年EPI第39位跌至第61位，巴西排名第62位，中国第121位，印度第123位。
前30名和分数
1. 冰島 93.5
2. 瑞士 89.1
3. 86.4
4. 瑞典 86.0
5. 挪威 81.1
6. 模里西斯 80.6
7. 法國 78.2
8. 奥地利 78.1
9. 古巴 78.1
10. 哥伦比亚 76.8
11. 馬爾他 76.3
12. 芬兰 74.7
13. 斯洛伐克 74.5
14. 英国 74.2
15. 新西兰 73.4
16. 智利 73.3
17. 德国 73.2
18. 義大利 73.1
19. 葡萄牙 73.0
20. 日本 72.5
21. 拉脫維亞 72.5
22. 捷克 71.6
23. 阿尔巴尼亚 71.4
24. 巴拿马 71.4
25. 西班牙 70.6
26. 69.9
27. 安地卡及巴布達 69.8
28. 新加坡 69.6
29. 塞爾維亞 69.4
30. 69.3

## 引述
1. ↑  Yale Center for Environmental Law & Policy, and Center for International Earth Science Information Network at Columbia University. .   [2008-03-16]. （原始内容存档于2022-11-01）.
2. ↑  Yale Center for Environmental Law & Policy / Center for International Earth Science Information Network at Columbia University.  (PDF).   [2008-03-18]. （原始内容 (PDF)存档于2008-04-09）. See Executive Summary, pp. 32-35 for a detailed comparison between the ESI 2005, the EPI 2006 and the EPI 2008.
3. ↑  Yale Center for Environmental Law & Policy / Center for International Earth Science Information Network at Columbia University.  (PDF): 33.   [2007-06-17]. （原始内容 (PDF)存档于2007-01-05）.
4. 1 2 3 4  Yale Center for Environmental Law & Policy / Center for International Earth Science Information Network at Columbia University. .   [2010-01-27]. （原始内容存档于2010-02-04）. See also official Press release
5. 1 2 3 4 5  Yale Center for Environmental Law & Policy / Center for International Earth Science Information Network at Columbia University. .   [2012-01-25]. （原始内容存档于2012-05-05）.
6. 1 2 3  Yale Center for Environmental Law & Policy / Center for International Earth Science Information Network at Columbia University.  (PDF). EPI Yales.   [2012-01-27]. （原始内容 (PDF)存档于2016-12-30）.
7. ↑  . Yale. 25 January 2014  [2014-01-29]. （原始内容存档于2014年1月29日）.
8. ↑  Yale Center for Environmental Law & Policy / Center for International Earth Science Information Network at Columbia University.  (PDF). EPI Yales.   [2014-12-02].[永久]
9. ↑   (PDF).   [2020-06-14]. （原始内容存档 (PDF)于2020-06-15）.
10. ↑  . Yale. 25 January 2014  [2014-01-29]. （原始内容存档于2014年1月29日）.
11. ↑  Elizabeth Rosenthal. . New York Times. 2010-01-27  [2010-01-28]. （原始内容存档于2010-01-28）.